# غراهام دانيلز
غراهام دانيلز (بالإنجليزية: Graham Daniels)‏ هو لاعب كرة قدم بريطاني، ولد في 9 أبريل 1962. لعب مع كارديف سيتي وكامبريدج يونايتد ونادي كامبريدج ستي.